# Nakhla
Nakhla (em árabe: اﻟﻨﺨﻠﺔ) (às vezes escrito Nekhla) é uma cidade e comuna localizada na província de El Oued, Argélia. Segundo o censo de 2008, a população total da cidade era de 12.652   habitantes.